# دومین جشنواره فیلم ونیز
دومین دوره جشنواره بین‌المللی فیلم ونیز بین روزهای ۱ تا ۲۰ اوت ۱۹۳۴ برگزار شد.

## فیلم‌ها
- Amok ساخته فدور اوزپ
- خلسه ساخته گوستاف ماخاتی
- در یک شب اتفاق افتاد ساخته فرانک کاپرا
- La signora di tutti ساخته مکس افولس
- Le Grand Jeu ساخته ژاک فیدر
- زنان کوچک ساخته جرج کیوکر
- مرد آران ساخته رابرت فلاهرتی
- ملکه کریستینا ساخته روبن مامولیان
- The Private Life of Don Juan ساخته الکساندر کوردا
- Teresa Confalonieri ساخته گویدو برینیونه
- زنده‌باد ویا! ساخته جک کانوی